# سمارفي سايكو
تري كيس (Teriy Keys) ويعرف أيضا باسم شهرته سمارفي سايكو (Smurfie Syco) من مواليد 16 يونيو 1991. هو دي جي و منتج أسطوانات و رجل أعمال إنجليزي .

## روابط خارجية
- سمارفي سايكو على موقع ميوزك برينز (الإنجليزية)
- سمارفي سايكو على موقع أول ميوزيك (الإنجليزية)
- سمارفي سايكو على موقع ديسكوغز (الإنجليزية)